# Marcelo Estigarribia
Marcelo Alejandro Estigarribia Balmori (Fernando de la Mora, 21 settembre 1987) è un calciatore paraguaiano, centrocampista del Tacuary.

## Biografia
Di etnia Guaraní, il suo cognome è tuttavia di origine basca, retaggio dell'emigrazione spagnola in Paraguay avvenuta nel corso dell'Ottocento. È nato e cresciuto assieme ai tre fratelli a Fernando de la Mora, una cittadina a pochi chilometri di distanza dalla capitale Asunción, e proviene da una famiglia, come lui, molto religiosa e credente.
Fin da piccolo è soprannominato Chelo, nato come diminutivo del suo nome Marcelo. Possiede anche il passaporto italiano. Legato alla compagna Shirley, la coppia ha due figlie, Giuliana ed Agostina.

## Caratteristiche tecniche
È un centrocampista dal piede mancino che gioca prevalentemente come esterno o ala, ma all'occorrenza può essere impiegato anche in difesa. È abile nelle percussioni sulla fascia essendo dotato di un buon dribbling, quindi crea spesso superiorità numerica.

## Carriera

### Club

#### Gli inizi in America
Cresce nelle giovanili dell'Unión Pacífico, squadra della città di Nueva Italia, prima di approdare allo Sport Colombia, con cui debutta tra i professionisti, all'età di diciassette anni, nella División Intermedia. Nel 2006 passa agli allora campioni in carica del Cerro Porteño, che lo cedono in prestito, per la prima parte della stagione, al Guaraní; rientrato dal prestito esordisce nella Primera División il 12 novembre 2006 in Cerro Porteño-Guaraní (5-1). Complessivamente con i rossoblù ottiene un primo posto nel Clausura 2006 (ma è il Libertad a laurearsi Campeón Absoluto), due secondi posti nel 2007 e un terzo posto nell'Apertura 2008.
Nell'agosto 2008 viene acquistato dai francesi del Le Mans, approdando nella Ligue 1. A causa del suo scarso impiego il 27 dicembre 2009 il Le Mans lo cede in prestito per sei mesi in Argentina al Newell's Old Boys, nella campagna di rafforzamento in vista del Clausura 2010. Al termine della stagione 2009-2010 il Le Mans retrocede e il prestito viene rinnovato per un anno, con la formula del prestito gratuito con diritto di riscatto fissato a 2,5 milioni di dollari. Al termine della stagione 2010-2011 il Newell's, per ragioni economiche, non lo riscatta. Dopo la Coppa America, il cartellino (valutato 2 milioni di euro) viene acquistato da un gruppo di investitori ed Estigarribia viene tesserato dal Dep. Maldonado (militante nella seconda divisione uruguayana).

#### Le esperienze in Europa
Il Cerro Porteño, sua ex squadra, lo iscrive al campionato, tuttavia il 28 agosto 2011 viene ingaggiato in prestito oneroso per 500 000 euro dal club italiano della Juventus, esordendo in bianconero il 16 ottobre seguente, in Serie A, nel match contro il Chievo. Pur facendo parte delle seconde linee della squadra, l'allenatore Antonio Conte gli concede varie presenze, e il giocatore si fa subito benvolere anche dai compagni e dalla tifoseria. Realizza il primo e unico gol stagionale con la maglia della Juventus in campionato il 29 novembre 2011, nel pareggio 3-3 contro il Napoli. Il 6 maggio 2012, dopo la vittoria della Juve contro il Cagliari, vince il suo primo scudetto. Nonostante le 14 presenze e il buon rendimento, a fine stagione non viene riscattato dalla società torinese, facendo così ritorno al Deportivo Maldonado.
Estigarribia rimane in Italia, e il 18 agosto 2012 si trasferisce in prestito alla Sampdoria.
Debutta coi blucerchiati il giorno stesso, nella sconfitta per 4-5 ai rigori contro la Juve Stabia nel terzo turno di Coppa Italia.
L'esordio in campionato con la nuova squadra avviene invece il 26 agosto, alla prima giornata, nella vittoria dei doriani 1-0 sul Milan.
Il 16 settembre 2012 segna la sua prima rete col club genovese, nel successo esterno della Samp 3-2 sul campo del Pescara. Conclude la sua stagione in blucerchiato con 34 presenze e 2 reti in Serie A, non venendo riscattato e tornando a fine campionato nuovamente al Deportivo Maldonado.
Per l'inizio dell'annata 2013-2014 resta ancora nel campionato italiano, cambiando la terza maglia nel giro di tre anni; il 29 agosto 2013 viene ufficializzato il suo passaggio al Chievo, altro club di A, che lo tessera in prestito con diritto di riscatto. Esordisce coi clivensi il 15 settembre seguente, nella sconfitta di campionato in casa della Lazio (0-3). Rimane a Verona per un semestre, scendendo in campo in 16 occasioni senza siglare gol.
All'inizio del girone di ritorno, il 30 gennaio 2014 passa in prestito all'Atalanta, ancora nella massima serie italiana. Fa il suo esordio con la squadra bergamasca l'8 febbraio 2014, nella partita persa per 2-0 sul campo della Fiorentina. Il 29 marzo segna il suo primo gol in maglia nerazzurra in Bologna-Atalanta (0-2), partita in cui la formazione orobica conquista la sesta vittoria consecutiva, record societario in Serie A. Nell'estate 2014 si trasferisce quindi a titolo definitivo a Bergamo. La seconda annata in maglia nerazzurra è compromessa ai primi di ottobre, per via di un grave infortunio rimediato con la nazionale paraguaiana: pur se il giocatore è protagonista di un recupero-lampo che lo riporta in campo a soli sei mesi dalla rottura del legamento crociato anteriore, un successivo stop a metà maggio gli fa chiudere anzitempo la stagione. Nel febbraio 2016 risolve il contratto con la società orobica.

#### Il ritorno in Sudamerica
Il 5 febbraio 2016, tornerà al Cerro Porteño dopo 8 anni dall'ultima esperienza in prestito annuale. La sua esperienza di ritorno non è affatto male, dove andrà a segno una sola volta in 22 partite, comunque non deludendo l'ambiente. Il 25 gennaio 2017, Estigarribia è passato al Chiapas, club messicano militante nella Liga MX, in prestito dal Deportivo Maldonado. Il 22 agosto 2017, ha firmato per il Colón, militante nella Primera División Argentina.
Il 30 giugno 2020, dopo aver totalizzato 66 presenze e 7 reti in tre anni con il Colón, Estigarribia è ritornato al Deportivo Maldonado. Disputerà solamente 15 gare all'attivo segnando solo 2 reti, per poi partire per un altro prestito, di nuovo in Paraguay, all'Olimpia Asunción. Il suo arrivo è avvenuto su richiesta dell'allenatore, l'argentino Néstor Gorosito, il quale ha dichiarato che Estigarribia avrebbe ricoperto tre ruoli nel suo schema tattico. Durante la sua permanenza nel club, totalizzerà 15 presenze senza mai andare a segno. Il 31 dicembre 2021, alla scadenza del prestito, ritorna al Deportivo Maldonado.
Esattamente 21 giorni dopo il suo ritorno nel club, sarà ceduto a titolo definitivo al Sol de América, club paraguaiano militante nella División Profesional, la massima serie del campionato. La sua stagione sarà eccezionale, con un Estigarribia che andrà a segno per 3 volte in 35 partite, aggiungendo anche 2 assist. Il 1º gennaio 2023, si trasferisce al Club Sportivo Ameliano.

### Nazionale
Riceve la prima convocazione in nazionale per la partita amichevole contro la Costa d'Avorio del 22 maggio 2008. Segna il suo primo gol con la Albirroja nell'amichevole contro il Sudafrica il 31 marzo 2010. Dodici mesi dopo, è nella rosa paraguaiana seconda classificata alla Copa América 2011, miglior risultato internazionale dei sudamericani da quasi trent'anni a quella parte. Dopo due anni di lontananza, nel 2014 viene nuovamente chiamato a vestire la maglia della nazionale, ma nell'incontro amichevole con la Corea del Sud del 10 ottobre incappa in una lesione del legamento crociato del ginocchio destro.

## Statistiche

### Presenze e reti nei club
Statistiche aggiornate al 21 ottobre 2023.
| Stagione                 | Squadra                  | Campionato               | Campionato | Campionato | Coppe nazionali | Coppe nazionali | Coppe nazionali | Coppe continentali | Coppe continentali | Coppe continentali | Altre coppe | Altre coppe | Altre coppe | Totale | Totale |
| Stagione                 | Squadra                  | Comp                     | Pres       | Reti       | Comp            | Pres            | Reti            | Comp               | Pres               | Reti               | Comp        | Pres        | Reti        | Pres   | Reti   |
| ------------------------ | ------------------------ | ------------------------ | ---------- | ---------- | --------------- | --------------- | --------------- | ------------------ | ------------------ | ------------------ | ----------- | ----------- | ----------- | ------ | ------ |
| 2005                     | Sport Colombia           | DI                       | 10         | 0          | -               | -               | -               | -                  | -                  | -                  | -           | -           | -           | 10     | 0      |
| 2006                     | Cerro Porteño            | PD                       | 1          | 0          | -               | -               | -               | -                  | -                  | -                  | -           | -           | -           | 1      | 0      |
| 2007                     | Cerro Porteño            | PD                       | 23         | 2          | -               | -               | -               | -                  | -                  | -                  | -           | -           | -           | 23     | 2      |
| 2008                     | Cerro Porteño            | PD                       | 21         | 4          | -               | -               | -               | CL                 | 2                  | 0                  | -           | -           | -           | 23     | 4      |
| Totale Cerro Porteño     | Totale Cerro Porteño     | Totale Cerro Porteño     | 45         | 6          |                 | -               | -               |                    | 2                  | 0                  |             | -           | -           | 47     | 6      |
| 2008-2009                | Le Mans                  | L1                       | 5          | 0          | CF              | 1               | 0               | -                  | -                  | -                  | -           | -           | -           | 6      | 0      |
| 2009-gen. 2010           | Le Mans                  | L1                       | 7          | 0          | CF              | 0               | 0               | -                  | -                  | -                  | -           | -           | -           | 7      | 0      |
| Totale Le Mans           | Totale Le Mans           | Totale Le Mans           | 12         | 0          |                 | 1               | 0               |                    | -                  | -                  |             | -           | -           | 13     | 0      |
| gen.-giu. 2010           | Newell's Old Boys        | PD                       | 15         | 0          | -               | -               | -               | CL                 | 1                  | 0                  | -           | -           | -           | 16     | 0      |
| 2010-2011                | Newell's Old Boys        | PD                       | 30         | 0          | -               | -               | -               | CS                 | 6                  | 1                  | -           | -           | -           | 36     | 1      |
| Totale Newell's Old Boys | Totale Newell's Old Boys | Totale Newell's Old Boys | 45         | 0          |                 | -               | -               |                    | 7                  | 1                  |             | -           | -           | 52     | 1      |
| 2011-2012                | Juventus                 | A                        | 14         | 1          | CI              | 4               | 0               | -                  | -                  | -                  | -           | -           | -           | 18     | 1      |
| 2012-2013                | Sampdoria                | A                        | 34         | 2          | CI              | 1               | 0               | -                  | -                  | -                  | -           | -           | -           | 35     | 2      |
| 2013-gen. 2014           | Chievo                   | A                        | 16         | 0          | CI              | 1               | 0               | -                  | -                  | -                  | -           | -           | -           | 17     | 0      |
| gen.-giu. 2014           | Atalanta                 | A                        | 12         | 1          | CI              | 0               | 0               | -                  | -                  | -                  | -           | -           | -           | 12     | 1      |
| 2014-2015                | Atalanta                 | A                        | 9          | 1          | CI              | 1               | 0               | -                  | -                  | -                  | -           | -           | -           | 10     | 1      |
| 2015-feb. 2016           | Atalanta                 | A                        | 4          | 0          | CI              | 1               | 0               | -                  | -                  | -                  | -           | -           | -           | 5      | 0      |
| Totale Atalanta          | Totale Atalanta          | Totale Atalanta          | 25         | 2          |                 | 2               | 0               |                    | -                  | -                  |             | -           | -           | 27     | 2      |
| 2016                     | Cerro Porteño            | PD                       | 22         | 1          | -               | -               | -               | CL+CS              | 9+6                | 0                  | -           | -           | -           | 37     | 1      |
| gen.-giu. 2017           | Chiapas                  | PD                       | 6          | 1          | CM              | 3               | 0               | -                  | -                  | -                  | -           | -           | -           | 9      | 1      |
| set.-dic. 2017           | Colón (SF)               | -                        | -          | -          | CA              | 1               | 0               | -                  | -                  | -                  | -           | -           | -           | 1      | 0      |
| 2017-2018                | Colón (SF)               | PD                       | 23         | 3          | CA              | 2               | 0               | CS                 | 5                  | 0                  | -           | -           | -           | 30     | 3      |
| 2018-2019                | Colón (SF)               | PD                       | 22         | 1          | CA+CdL          | 2+2             | 0               | CS                 | 10                 | 1                  | -           | -           | -           | 36     | 2      |
| 2019-2020                | Colón (SF)               | PD                       | 21         | 0          | CA+CdL          | 0+1             | 0               | -                  | -                  | -                  | -           | -           | -           | 22     | 0      |
| Totale Colón (SF)        | Totale Colón (SF)        | Totale Colón (SF)        | 66         | 4          |                 | 8               | 0               |                    | 15                 | 1                  |             | -           | -           | 90     | 5      |
| lug.-dic. 2020           | Dep. Maldonado           | PD                       | 15         | 2          | -               | -               | -               | -                  | -                  | -                  | -           | -           | -           | 15     | 2      |
| 2021                     | Olimpia                  | PD                       | 15         | 0          | -               | -               | -               | CL                 | 3                  | 0                  | -           | -           | -           | 18     | 0      |
| 2022                     | Sol de América           | PD                       | 35         | 3          | -               | -               | -               | CS                 | 3                  | 0                  | -           | -           | -           | 36     | 3      |
| 2023                     | Sportivo Ameliano        | PD                       | 10         | 0          | -               | -               | -               | CS                 | 0                  | 0                  | -           | -           | -           | 10     | 0      |
| Totale carriera          | Totale carriera          | Totale carriera          | 369        | 21         |                 | 19              | 0               |                    | 45                 | 2                  |             | -           | -           | 433    | 23     |

### Cronologia presenze e reti in nazionale
| Cronologia completa delle presenze e delle reti in nazionale ― Paraguay | Cronologia completa delle presenze e delle reti in nazionale ― Paraguay | Cronologia completa delle presenze e delle reti in nazionale ― Paraguay | Cronologia completa delle presenze e delle reti in nazionale ― Paraguay | Cronologia completa delle presenze e delle reti in nazionale ― Paraguay | Cronologia completa delle presenze e delle reti in nazionale ― Paraguay | Cronologia completa delle presenze e delle reti in nazionale ― Paraguay | Cronologia completa delle presenze e delle reti in nazionale ― Paraguay |
| Data                                                                    | Città                                                                   | In casa                                                                 | Risultato                                                               | Ospiti                                                                  | Competizione                                                            | Reti                                                                    | Note                                                                    |
| ----------------------------------------------------------------------- | ----------------------------------------------------------------------- | ----------------------------------------------------------------------- | ----------------------------------------------------------------------- | ----------------------------------------------------------------------- | ----------------------------------------------------------------------- | ----------------------------------------------------------------------- | ----------------------------------------------------------------------- |
| 22-5-2008                                                               | Yokohama                                                                | Costa d'Avorio                                                          | 1 – 1                                                                   | Paraguay                                                                | Kirin Cup 2008                                                          | -                                                                       |                                                                         |
| 27-5-2008                                                               | Saitama                                                                 | Giappone                                                                | 0 – 0                                                                   | Paraguay                                                                | Kirin Cup 2008                                                          | -                                                                       |                                                                         |
| 31-5-2008                                                               | Tolosa                                                                  | Francia                                                                 | 0 – 0                                                                   | Paraguay                                                                | Amichevole                                                              | -                                                                       |                                                                         |
| 19-11-2008                                                              | Mascate                                                                 | Oman                                                                    | 0 – 1                                                                   | Paraguay                                                                | Amichevole                                                              | -                                                                       |                                                                         |
| 28-3-2009                                                               | Montevideo                                                              | Uruguay                                                                 | 2 – 0                                                                   | Paraguay                                                                | Qual. Mondiali 2010                                                     | -                                                                       |                                                                         |
| 12-8-2009                                                               | Seul                                                                    | Corea del Sud                                                           | 0 – 0                                                                   | Paraguay                                                                | Amichevole                                                              | -                                                                       |                                                                         |
| 31-3-2010                                                               | Asunción                                                                | Paraguay                                                                | 1 – 1                                                                   | Sudafrica                                                               | II Copa Visión Banco                                                    | 1                                                                       |                                                                         |
| 15-5-2010                                                               | Nyon                                                                    | Paraguay                                                                | 1 – 0                                                                   | Corea del Nord                                                          | Amichevole                                                              | -                                                                       |                                                                         |
| 30-5-2010                                                               | Thonon-les-Bains                                                        | Costa d'Avorio                                                          | 2 – 2                                                                   | Paraguay                                                                | Amichevole                                                              | -                                                                       |                                                                         |
| 4-9-2010                                                                | Yokohama                                                                | Giappone                                                                | 1 – 0                                                                   | Paraguay                                                                | Amichevole                                                              | -                                                                       |                                                                         |
| 7-9-2010                                                                | Nanchino                                                                | Cina                                                                    | 1 – 1                                                                   | Paraguay                                                                | Amichevole                                                              | -                                                                       |                                                                         |
| 26-3-2011                                                               | Oakland                                                                 | Messico                                                                 | 3 – 1                                                                   | Paraguay                                                                | Amichevole                                                              | -                                                                       |                                                                         |
| 29-3-2011                                                               | Nashville                                                               | Stati Uniti                                                             | 0 – 1                                                                   | Paraguay                                                                | Amichevole                                                              | -                                                                       |                                                                         |
| 4-6-2011                                                                | Santa Cruz                                                              | Bolivia                                                                 | 0 – 2                                                                   | Paraguay                                                                | Copa Paz del Chaco 2011                                                 | -                                                                       |                                                                         |
| 7-6-2011                                                                | Luque                                                                   | Paraguay                                                                | 0 – 0                                                                   | Bolivia                                                                 | Copa Paz del Chaco 2011                                                 | -                                                                       |                                                                         |
| 23-6-2011                                                               | Asunción                                                                | Paraguay                                                                | 0 – 0                                                                   | Cile                                                                    | Amichevole                                                              | -                                                                       |                                                                         |
| 3-7-2011                                                                | Santa Fe                                                                | Paraguay                                                                | 0 – 0                                                                   | Ecuador                                                                 | Coppa America 2011 - 1º turno                                           | -                                                                       |                                                                         |
| 9-7-2011                                                                | Córdoba                                                                 | Brasile                                                                 | 2 – 2                                                                   | Paraguay                                                                | Coppa America 2011 - 1º turno                                           | -                                                                       |                                                                         |
| 14-7-2011                                                               | Salta                                                                   | Paraguay                                                                | 3 – 3                                                                   | Venezuela                                                               | Coppa America 2011 - 1º turno                                           | -                                                                       |                                                                         |
| 17-7-2011                                                               | La Plata                                                                | Brasile                                                                 | 0 – 0 dts (0 – 2 dtr)                                                   | Paraguay                                                                | Coppa America 2011 - Quarti di finale                                   | -                                                                       |                                                                         |
| 20-7-2011                                                               | Mendoza                                                                 | Paraguay                                                                | 0 – 0 dts (5 – 3 dtr)                                                   | Venezuela                                                               | Coppa America 2011 - Semifinale                                         | -                                                                       |                                                                         |
| 24-7-2011                                                               | Buenos Aires                                                            | Uruguay                                                                 | 3 – 0                                                                   | Paraguay                                                                | Coppa America 2011 - Finale                                             | -                                                                       |                                                                         |
| 2-9-2011                                                                | Panama                                                                  | Panama                                                                  | 0 – 2                                                                   | Paraguay                                                                | Amichevole                                                              | -                                                                       |                                                                         |
| 6-9-2011                                                                | San Pedro Sula                                                          | Honduras                                                                | 0 – 3                                                                   | Paraguay                                                                | Amichevole                                                              | -                                                                       |                                                                         |
| 7-10-2011                                                               | Lima                                                                    | Perù                                                                    | 2 – 0                                                                   | Paraguay                                                                | Qual. Mondiali 2014                                                     | -                                                                       |                                                                         |
| 11-10-2011                                                              | Asunción                                                                | Paraguay                                                                | 1 – 1                                                                   | Uruguay                                                                 | Qual. Mondiali 2014                                                     | -                                                                       |                                                                         |
| 11-11-2011                                                              | Asunción                                                                | Paraguay                                                                | 2 – 1                                                                   | Ecuador                                                                 | Qual. Mondiali 2014                                                     | -                                                                       |                                                                         |
| 15-11-2011                                                              | Santiago del Cile                                                       | Cile                                                                    | 2 – 0                                                                   | Paraguay                                                                | Qual. Mondiali 2014                                                     | -                                                                       |                                                                         |
| 15-8-2012                                                               | Washington                                                              | Paraguay                                                                | 3 – 3                                                                   | Guatemala                                                               | Amichevole                                                              | -                                                                       |                                                                         |
| 7-9-2012                                                                | Cordoba                                                                 | Argentina                                                               | 3 – 1                                                                   | Paraguay                                                                | Qual. Mondiali 2014                                                     | -                                                                       |                                                                         |
| 11-9-2012                                                               | Asunción                                                                | Paraguay                                                                | 0 – 2                                                                   | Venezuela                                                               | Qual. Mondiali 2014                                                     | -                                                                       |                                                                         |
| 12-10-2012                                                              | Barranquilla                                                            | Colombia                                                                | 2 – 0                                                                   | Paraguay                                                                | Qual. Mondiali 2014                                                     | -                                                                       |                                                                         |
| 10-10-2014                                                              | Cheonan                                                                 | Corea del Sud                                                           | 2 – 0                                                                   | Paraguay                                                                | Amichevole                                                              | -                                                                       |                                                                         |
| Totale                                                                  |                                                                         | Presenze                                                                | 33                                                                      |                                                                         | Reti                                                                    | 1                                                                       |                                                                         |

## Palmarès

### Club
- Campionato italiano: 1

Juventus: 2011-2012